# Албрехт фон Валенщайн
Албрехт Еузебиус Венцел фон Валенщайн (на чешки: Albrecht Eusebius Václav z Valdštejna; на немски: Albrecht Eusebius Wenzel von Wallenstein), херцог на Фридланд и на Мекленбург, е чешко-германски военачалник, участник в Тридесетгодишната война (1618 – 1648 г.) на страната на католическите сили: Австрия, Испания и Бавария.

## Живот

### Произход и младост
Валенщайн е роден в протестантско семейство от градчето Херманц в днешна Чехия, но е етнически германец. Син е на Вилхелм фон Валдщайн († 1595) и фрайин Маргарета Смирцизки фон Смирвиц (1555 – 1593). Внук е на фрайхер Георг фон Валдщайн (1519 – 1584).
Образова се в протестантски училища, а от 1600 до 1602 г. обикаля Европа с опознавателна цел. През 1604 г. постъпва на служба в имперската чешка армия и воюва против Унгария, а две години по-късно приема католицизма и започва да навлиза в управлението на Свещената Римска империя.
Голям тласък на неговото израстване дава бракът му с богата вдовица през 1609 г., която умира пет години по-късно, оставяйки му завидно състояние.

### Отношения с император Фердинанд
През 1617 г. за император е избран Фердинанд II, краен католик. Валенщайн събира армия за своя сметка, с която му се притичва на помощ по време на войната с Венеция. Когато на следващата година чехите въстават против възцаряването на Фердинанд, искайки религиозна свобода за протестантите и ограничаване на имперската власт, започва Тридесетгодишната война. Валенщайн подкрепя Фердинанд, дори и само защото въстаниците отнемат имотите му.
По време на имперското настъпление против Чехия през 1619 – 1620 г. Валенщайн води един ескадрон, представил се много добре в боевете. Назначен е за управител на победената Чехия, като се обогатява чрез конфискуване имотите на въстаническите лидери.

### Война с Дания
През 1625 г. Дания напада Империята, опитвайки се да продължи войната. Валенщайн предлага да събере нова армия от 24 000 души за своя сметка и да се бие с датчаните. Фердинанд, който иска да се освободи от влиянието на Католическата лига, се съгласява. Той назначава Валенщайн за главнокомандващ всички имперски сили, но скоро разбира, че това е опасна игра. Валенщайн създава армията като свое собствено оръжие, държейки командирите ѝ с лични и финансови връзки. През април 1626 г. разгромява Ернст от Мансферл в битката при Десау, от което се възползва да доведе хората си до 70 000 души. Тази армия от наемници, които се издържат с грабежи над населението, предизвиква катастрофа, откъдето мине.
През от юли 1627 г. Валенщайн и имперският генерал Тили започват офанзива срещу датчаните в Силезия, изтласкват ги от Шлезвиг и накрая от самия полуостров Ютланд. След този триумф Фердинанд се вижда принуден да му даде Херцогство Мекленбург за награда, което шокира останалите принцове.
Валенщайн е увлечен от планове за голям католически флот в Балтийско море, който да изземе търговията с дърво и желязо от шведите и датчаните. Той дори преговаря с някои протестантски владетели по тези въпроси.

### Уволнение и реабилитация
На събранието на райхстага през 1630 г. германските принцове – и католици, и протестанти – заплашват с война императора и не приемат сина му за наследник, докато не разпусне армията на Валенщайн и не го уволни. Когато това става през август, Валенщайн се чувства обиден и никога не забравя императорското предателство.
Освен останалото, причина да бъде уволнен Валенщайн е и страхът от навлязлата в Германия шведска армия на Густав II Адолф. Стремежът на Фердинанд да обедини принцовете срещу тази заплаха не се осъществява и през септември 1631 г. шведите разбиват Тили при Брайтенфелд. Става ясно, че само Валенщайн може да спаси положението. Той се съгласява на висока цена – иска сам да назначава и уволнява офицерите си и да разполага с отнетите от шведите земи както намери за добре. Ефектът от намесата му обаче се вижда ясно. Той изгонва противниците си от Чехия, не им позволява да навлязат в Южна Германия и нанася малко поражение на шведите от отличите си позиции при Алте Весте (август 1632). През ноември обаче той е победен при Лютцен, изгубвайки артилерията и боеприпасите си, но голямата новина от тази битка е случайната смърт на шведския крал. Тя променя коренно ситуацията. Фердинанд вече няма такава нужда от услугите на големия военачалник и замисля повторното му отстраняване.

### Заговор и смърт
Валенщайн се опитва да създаде собствена империя в Германия, като преговаря с отделните държавици и замисля заговор срещу императора. Той прекалено силно вярва, че личната му армия ще го следва във всяко начинание. Когато обаче през зимата на 1633 – 1634 г. опитва да извърши преврат, офицерите му не го подкрепят и остават лоялни на Фердинанд. Изгубил почва, Валенщайн прави безуспешен опит да спечели отново доверието на своя владетел. Вместо това Фердинанд изпраща наемни убийци, които слагат край на живота му на 25 февруари 1634 г.

## Фамилия
Първи брак: Албрехт фон Валенщайн се жени през май 1609 г. за Анна Лукреция Некеш фон Ландек († 2 март 1614). Бракът е бездетен.
Втори брак: на 9 юни 1623 г. във Виена с Изабела/Мария Елизабет Терезия Катарина фон Харах-Рорау (* 28 септември 1601; † 23 март 1655, Нойшлос), дъщеря на имперски граф Карл фон Харах (1570 – 1628) и фрайин Мария Елизабет фон Шратенбах-Хагенберг (1573 – 1653). Те имат две деца:
- Мария Елизабет фон Валдщайн, княгиня Фридланд (* 1626; † 29 септември 1662, Виена), омъжена на 15 октомври 1645 г. за граф Рудолф фон Кауниц († 21 април 1664)
- Албрехт Карл фон Валдщайн (* 22 ноември 1627; † 12 януари 1628)